# River Gowan
Der River Gowan entsteht nordwestlich des Ortes Ings in Cumbria, England als Abfluss des Borrans Reservoir. Er fließt in östlicher Richtung und mündet im Ort Staveley in den River Kent.